# Drycothaea testaceipes
Drycothaea testaceipes là một loài bọ cánh cứng trong họ Cerambycidae.